# Scopelarchus michaelsarsi
Scopelarchus michaelsarsi is een straalvinnige vissensoort uit de familie van parelogen (Scopelarchidae). De wetenschappelijke naam van de soort is voor het eerst geldig gepubliceerd in 1955 door Koefoed.